# Poblado prehistórico de Capocorb Vell
El poblado prehistórico de Capocorb Vell es un yacimiento arqueológico prehistórico de un asentamiento formado por cinco talayots (dos cuadrados y tres circulares) y veintiocho viviendas (una de ellas separada del resto) pertenecientes a la Edad del Hierro. Es uno de los poblados más conocidos de la isla de Mallorca (España) y a la vez uno de los más grandes.

## Localización
El poblado se encuentra situado en el municipio de Llucmajor, en Mallorca, concretamente en la carretera MA 6014 que une las localidades de El Arenal y Las Salinas, a la altura del kilómetro 23.
El yacimiento posee aparcamiento propio, desde el que se entra a pie al yacimiento. La ruta más rápida desde Palma es llegar al pueblo de Llucmajor y desviarse hacia el camino del Águila hasta llegar a la MA 6014, girar a la derecha y continuar hasta avistar el poblado a unos dos kilómetros de distancia.

## Grado de conservación y potencialidad para la visita
El yacimiento se encuentra en un buen grado de conservación. La mayoría de los monumentos están parcialmente derrumbados,aunque gran parte del material de estos monumentos se encuentran en su estado original o ha sido colocado en su sitio de nuevo. Entre los yacimientos destacan tres torres de vigilancia situadas estratégicamente de las cuales, dos de ellas superan los dos metros de altura. También destacan el centro ceremonial y las viviendas, situadas entre las torres de vigilancia, aunque se encuentran en peor estado que las torres, debido al pequeño tamaño de las piedras, que se cree que fueron reutilizadas por los payeses de las fincas adyacentes al poblado para hacer los márgenes que delimitan sus posesiones.
Por otra parte, dentro de la puntuación de la Guía de Riesgos y Potencialidades, el yacimiento obtiene una nota media de 5, debido a que la altura del conjunto es de más de 2 metros, hay más de un 90% de evidencias de configuración y se identifican más de 10 estructuras entodo el conjunto. El yacimiento, en el índice de significación del conjunto obtiene una nota media de 4 debido a que el número de publicaciones que hacen referencia al bien son elevados, al igual que el nivel de valoración social del bien, ya que tiene todos los requisitos (señalizado, publicaciones divulgativas, integrado en un itinerario y en un programa de visitas), pero el grado de significancia estético – formal es bajo (solo de 3 puntos). El potencial educativo / formativo obtiene una nota media de 3, ya que el bien requiere de una explicación porque las evidencias materiales no son suficientes y porque las incorporaciones del bien a trípticos, páginas web y guías turísticas no son muy numerosas. El índice de accesibilidad del bien obtiene una nota media de 4'4, ya que la situación del yacimiento hace que se pueda llegar en menos de un minuto a pie desde el propio aparcamiento a través de un camino completamente adecuado. El grado de acondicionamiento tiene una nota media de 2 porque no hay vegetación en las estructuras, el bien está consolidado y restaurado y la señalización de este es completa y permite a los visitantes una interacción al visitar el yacimiento. Por último, el índice de interpretación del bien obtiene una nota de 2, ya que está señalizado e interpretado con paneles de texto y soporte gráfico, haciendo que el valor medio de potencialidad como elemento patrimonial visitable del yacimiento sea de 4'73.

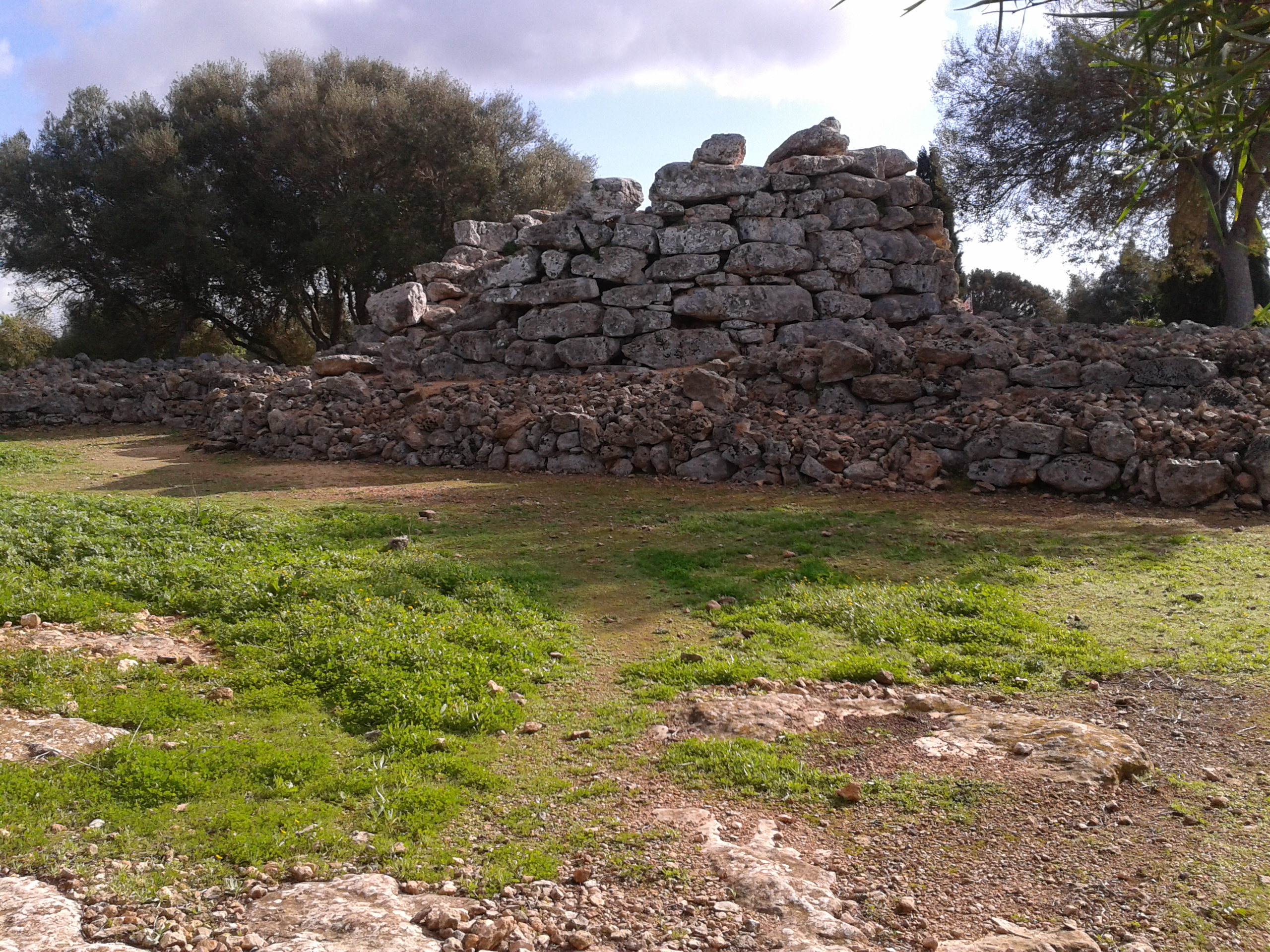
Foto del talayot circular número 1 del poblado prehistórico de Capocorb Vell, situado en el municipio de Llucmajor, Mallorca.

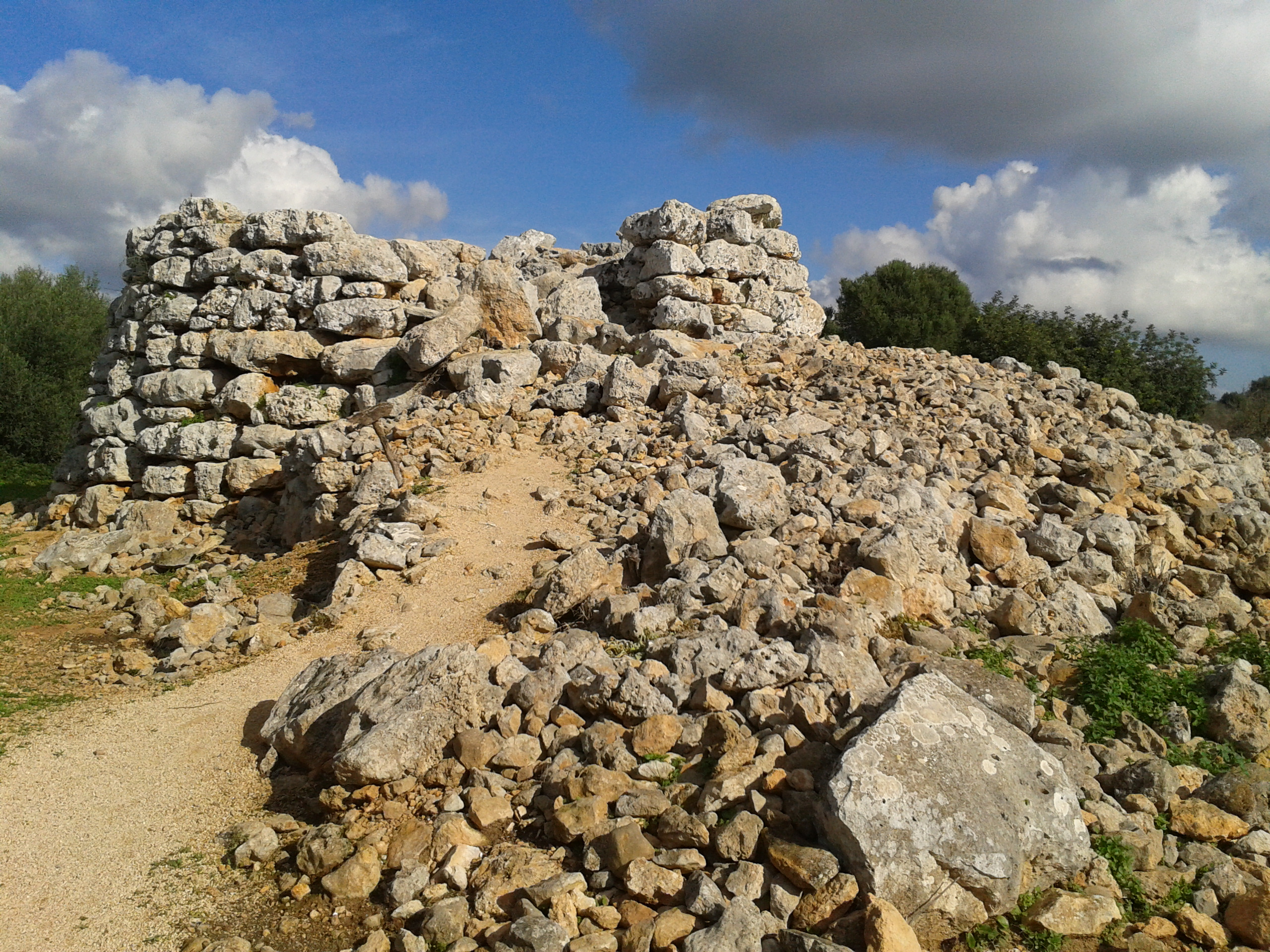
Foto del talayot circular número 2 del poblado prehistórico de Capocorb Vell, situado en el municipio de Llucmajor, Mallorca.

## Descripción del yacimiento
El poblado fue estudiado por los arqueólogos Watelin y Albert Mayr, aunque las primeras excavaciones científicas fueron realizadas en la segunda década del siglo XX por el arqueólogo Josep Colominas Roca, que excavó por cuenta del Institut d’Estudis Catalans y que posee un monolito en su memoria en el mismo poblado. Nada más entrar en el yacimiento nos encontramos con un talayot circular, que mide cerca de siete metros de altura, en un estado de conservación bastante bueno. Detrás de este talayot circular hay cuatro más, dos circulares y dos cuadrados, alineados de nordeste a suroeste. Los de los extremos son circulares, mientras que los dos centrales son de planta cuadrada. Entre ellos hay una serie de habitaciones rectangulares, 28 para ser exactos, alineadamente situadas. Además de los cinco talayots y las 28 habitaciones alineadas, hay otra habitación más, alejada del resto y mucho más grande que las demás que probablemente fue un santuario.
Según se explica en la obra El poblado prehistórico de Capocorb Vell de Bartomeu Font Obrador y Guillem Rosselló Bordoy el poblado era seguramente un centro ceremonial del resto de poblados de los alrededores, así también se piensa en la existencia de otro poblado muy cerca, actualmente donde están las casas de Capocorb Vell, a unos 350 metros. Esto se debe principalmente porque los pobladores cristianos solían establecerse cerca de yacimientos para aprovechar la piedra de estos y construir las casas de posesión.